# Yield to maturity
Lo yield to maturity (YTM) o nella versione italiana Tasso di Rendimento Effettivo a Scadenza (TRES) è il tasso implicito di rendimento di un particolare titolo (obbligazione) qualora:
1. non lo si liquidi prima della sua scadenza sul mercato secondario ma lo si mantenga sino alla sua scadenza (redemption date);
2. non vari il rendimento di mercato entro la scadenza;
3. chi è obbligato a pagare le relative cedole rispetti i tempi e le modalità di pagamento.

Quando il titolo viene emesso il suo tasso riflette il rendimento che il mercato garantisce ad un prestito a lungo termine ed esso si determina dall'incontro di offerta e domanda di risparmio.
I tassi sono estremamente volatili e variano in continuazione riflettendo i flussi di ordini di acquisto e vendita di titoli facendo variare i prezzi degli stessi titoli qualora questi vengano rivenduti sul mercato secondario.
Algebricamente corrisponde al tasso interno di rendimento  (TIR), ovvero il valore per cui il valore attuale dei flussi di cassa (Valore attuale netto) è pari a 0.
{\displaystyle NPV=-P+{\frac {CF_{1}}{1+i}}+{\frac {CF_{2}}{(1+i)^{2}}}+\cdots +{\frac {CF_{n}}{(1+i)^{n}}}=0}
ovvero: 
{\displaystyle NPV=-P+\sum _{t=1}^{n}{\frac {CF_{t}}{(1+i)^{t}}}=0}
Dove:	
- t: scadenze temporali;
- P: il prezzo di mercato del titolo oggetto di valutazione
- CFt: flusso finanziario delle cedole e del rimborso del capitale del titolo al tempo t;

In un senso il tasso i rappresenta il tasso di rendimento finanziario (debito e capitale) che l'azienda può assumere in relazione a un determinato progetto. Il tasso interno di rendimento non può essere calcolato direttamente, ma, come detto, si deve risolvere ricorsivamente la menzionata equazione polinomiale: